# ЖРК Црвена звезда
Женски рукометни клуб Црвена звезда је женски рукометни клуб из Београда. ЖРК Црвена звезда основан је као секција СД Црвена звезда 1995. године. Клуб се од свог оснивања, укупно 15 сезона такмичио у највишем рангу - Супер Рукометној Лиги Србије (СРЛС).
Међу именима која су носила дрес ЖРК Црвена звезда истичу се освајачи сребрне медаље на Светском првенству 2013. Сања Дамњановић, Кристина Лишчевић и Драгана Цвијић (двоструки освајач ЕХФ Лиге шампиона).
Важно је поменути да шампионски педигре ЖРК Црвена звезда датира још од првог Светског првенства 1957, када су црвено-беле Јелена Генчић и Вукосава Лукин освојиле бронзану медаљу са репрезентацијом Југославије.
Клуб је поново основан децембра 2016. године, уз подршку Спортског друштва Црвена звезда са новим руководством и под именом Спортско Удружење "ЖРК Црвена звезда".

## Историја
Почетни успех рукометашице Звезде су оствариле још 1949. освајањем другог места на Првенству Србије. На полуфиналном турниру државног првенства исте године заузето је четврто место, а 1951. у Савезној лиги побеђена је и загребачка Локомотива (државни првак). На државном првенству у Загребу наредне године, Звездине девојке су биле вицешампионке Југославије. 1953. године као републички првак, Црвена звезда се такмичила на првом државном првенству у малом рукомету, где је освојена вицешампионска титула. Исте године, Звездине рукометашице су биле другопласиране и у великом рукомету. У сезони 1957/58, женски рукометни тим је колективно уступљен београдском клубу „Слобода“.
Ђорђе Вучинић је био тренер црвено-белих рукометашица, а Звездине рукометашице Јелена Генчић и Вукосава Лукин су биле репрезентативке Југославије (освојиле су бронзу на првом Светском првенству у рукомету). Јелена се након рукометне каријере посветила тенису, а била је и први тренер Новаку Ђоковићу.
1995. године долази до фузије са клубом „25. мај“ који је био друголигаш, а затим је промовисан и у прволигаша. Девет месеци након оснивања, рукометашице су се пласирале у Суперлигу и постигле сензационалан успех. Први капитен клуба била је Слађана Ћећез.
У сезони 1997/98. клуб испада у Прву лигу, а поново се враћа у најелитније такмичење у сезони 1999/2000. победом над екипом „Бамби Млади Радник“ (22:21). Најбољи актер меча била је голман Марија Смиљанић која је одбранила „зицер“ у самом финишу утакмице. У тој сезони тим је појачала Драгана Лаковић из подгоричке Будућности и игра се значајно унапредила. Клуб се 2004. поново спустио ранг ниже, али се убрзо вратио у најелитније такмичење и постао стабилан суперлигаш.
У сезони 2011/12, први пут у историји клуба изборен је пласман у неко европско такмичење, а Звездине рукометашице су заустављене у осмини финала Купа изазивача против Локомотиве из Загреба (21:26 и 22:24). Место у Европи изборено је освајањем четвртог места у домаћој лиги у сезони која је претходила тој, а у сезони 2012/13. тим је стигао до полуфинала Купа Србије.
Други излазак на евро-сцену догодио се у сезони 2014/15, када су у трећем колу Челенџ купа боље од црвено-белих биле рукометашице азербејџанског АБУ Бакуа.
У истој сезони (2014/15.) клуб по трећи пут испада из највишег ранга такмичења (Суперлиге), губи право такмичења и престаје да постоји, а Београд након десет година остаје без представника у највишем рангу.
Децембра 2016. године, уз подршку Спортског друштва Црвена звезда, клуб је поново основан.
Са новим руководством и под именом Спортско Удружење ”ЖРК Црвена звезда”, 22. фебруара 2017. године, новоосновани клуб остварује право такмичења за сезону 2017/18. Први трофеј у историји клуба освојен је 2024. године, када су Звездине рукометашице освојиле национални куп.
Трофеји: 5
- Првенство државе (2): 2023/24, 2024/25
- Куп државе (2): 2023/24, 2024/25
- Свесрпски куп (1): 2024
Остали успеси:
- Првенство државе
- вицешампион (2): 1952, 1953

- Суперкуп државе
- вицешампион (1): 2024

## Састав у сезони 2020/21.
| Број на дресу | Играч              |
| 1             | Љиљана Митић       |
| 2             | Ива Јовановић      |
| 3             | Милица Јездић      |
| 4             | Ратка Шашић        |
| 5             | Тамара Петковић    |
| 6             | Јана Момчиловић    |
| 7             | Јована Ристић      |
| 9             | Тамара Ђурковић    |
| 10            | Милица Ћорић       |
| 11            | Марија Ерић        |
| 12            | Тамара Јелић       |
| 13            | Хелена Инђић       |
| 17            | Маша Ердељановић   |
| 22            | Лара Кунчер        |
| 28            | Андреа Сташић      |
| 43            | Анђела Гуџић       |
| 44            | Јелена Кострешевић |
| 45            | Ива Андрић         |
| 77            | Ивана Протић       |
| ------------- | ------------------ |

## Познате бивше играчице
- Јелена Генчић
- Вукосава Лукин
- Сања Дамњановић
- Драгана Цвијић
- Кристина Лишчевић
- Данијела Мистрић
- Марија Чолић
- Јелена Трифуновић